# Reiwa Shinsengumi
El Reiwa Shinsengumi (en japonès れいわ新選組) és un partit progressista i antisistema del Japó fundat per l'actor Taro Yamamoto al 2019. Es va formar per la facció d'esquerres del Partit Liberal oposada a la fusió amb el Partit Democràtic Popular.

## Història
El partit es va formar l'1 d'abril de 2019 amb la intenció de presentar candidats propis a les eleccions a la Cambra de Consellers del mateix any, celebrant una conferència de premsa i anunciant la plataforma del partit. Així, van aconseguir presentar diversos candidats i obtenir 2.2 milions de vots, superant el llindar del 2% necessari per ser reconegut com a partit polític i assegurant-se dos escons.
A les eleccions a la Cambra de Representants de 2021, el partit va unir esforços amb el Partit Democràtic Constitucional, el Partit Comunista i el Partit Socialdemòcrata per a establir un bloc conjunt, retirant a set dels seus candidats per tal de concentrar el vot d'oposició. Finalment, el Reiwa aconseguiria tres escons al parlament japonés, esdevenint la seva setena força política. A les eleccions a la Cambra de Consellers de 2022 el partit ampliaria la seva presència en 5 membres, quadruplicant els seus vots a les prefectures.

## Ideologia
El partit Reiwa ha estat descrita com una organització progressista, populista d'esquerres, ubicada entre el centreesquerra i l'esquerra japonesa. En aquest sentit, Eder-Ramsauer i Matsutani descriuen Reiwa Shinsengumi com un partit populista d'esquerres eclèctic que combina la política democràtica radical emancipadora amb una obertura a les idees comunitàries alhora que s'oposa al neoliberalisme. Tanmateix, el propi partit s'ha definit en ocasions com a antiausteritat, antiestablishment, i antinuclear, a més de donar suport a al benestar animal, als drets de les minories i a l'intervencionisme econòmic.

## Resultats electorals

### Cambra de Representants
| Any  | Líder         | Escons  | Escons | Pos. | Circumscripcions | Circumscripcions | Vots de RP | Vots de RP | Govern   |
| Any  | Líder         | Vots    | ±      | Pos. | Vots             | %                | Vots       | %          | Govern   |
| ---- | ------------- | ------- | ------ | ---- | ---------------- | ---------------- | ---------- | ---------- | -------- |
| 2021 | Taro Yamamoto | 3 / 465 | Nou    | 7è   | 248,280          | 0.43%            | 2,215,648  | 3.86%      | Oposició |
| 2024 | Taro Yamamoto | 9 / 465 | 6      | 6è   | 425,445          | 0.78%            | 3,805,060  | 6.98%      | Oposició |

### Cambra de Consellers
| Any  | Líder         | Escons  | Escons    | Escons | Nacional  | Nacional | Prefectura | Prefectura | Govern   |
| Any  | Líder         | Total   | Obtinguts | +/-    | Vots      | %        | Vots       | %          | Govern   |
| ---- | ------------- | ------- | --------- | ------ | --------- | -------- | ---------- | ---------- | -------- |
| 2019 | Taro Yamamoto | 2 / 245 | 2 / 124   | Nou    | 2,280,252 | 4.6      | 214,438    | 0.4        | Oposició |
| 2022 | Taro Yamamoto | 5 / 248 | 3 / 125   | 3      | 2,319,157 | 4.4      | 989,716    | 1.9        | Oposició |
| 2025 | Taro Yamamoto | 6 / 248 | 3 / 125   | 1      | 3,880,791 | 6.6      | 1,881,806  | 3.2        | Oposició |